# Nanteau-sur-Essonne
Pour les articles homonymes, voir Nanteau.
Nanteau-sur-Essonne est une commune française située dans le département de Seine-et-Marne, en région Île-de-France.
En 2022, elle compte 410 habitants.

## Géographie

### Localisation

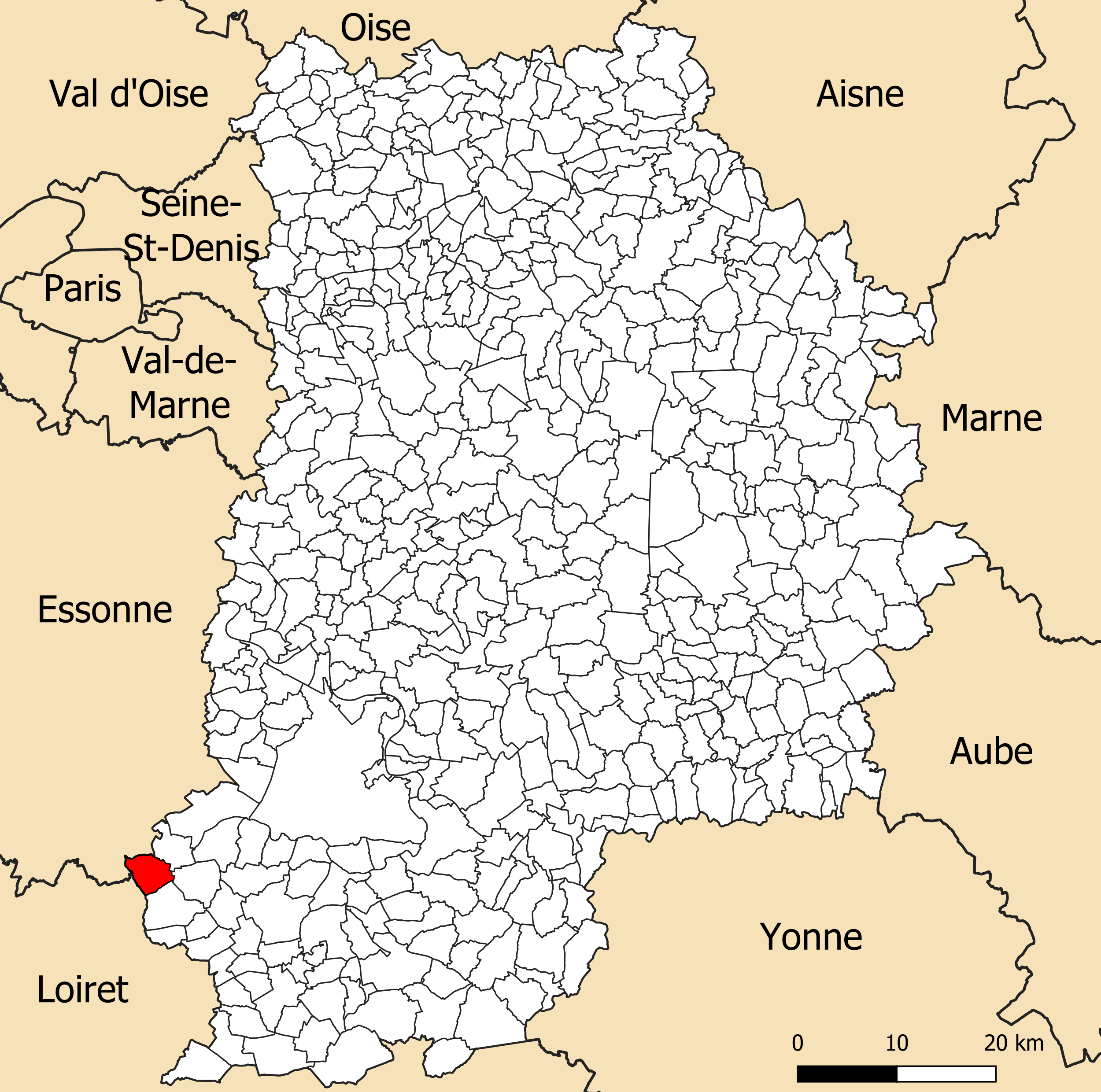
Localisation de Nanteau-sur-Essonne dans le département de Seine-et-Marne.

La commune de Nanteau-sur-Essonne se trouve dans le département de Seine-et-Marne, en région Île-de-France. Elle est bordée, au nord, par le département de l'Essonne et au sud-ouest, par la commune du Malesherbois, département du Loiret, région Centre-Val de Loire. La commune fait partie du parc naturel régional du Gâtinais français depuis le 5 avril 2002.
Elle se situe à 36,15 km par la route de Melun, préfecture du département et à 27,32 km de Fontainebleau, sous-préfecture. La commune fait en outre partie du bassin de vie de Malesherbes.

### Communes limitrophes

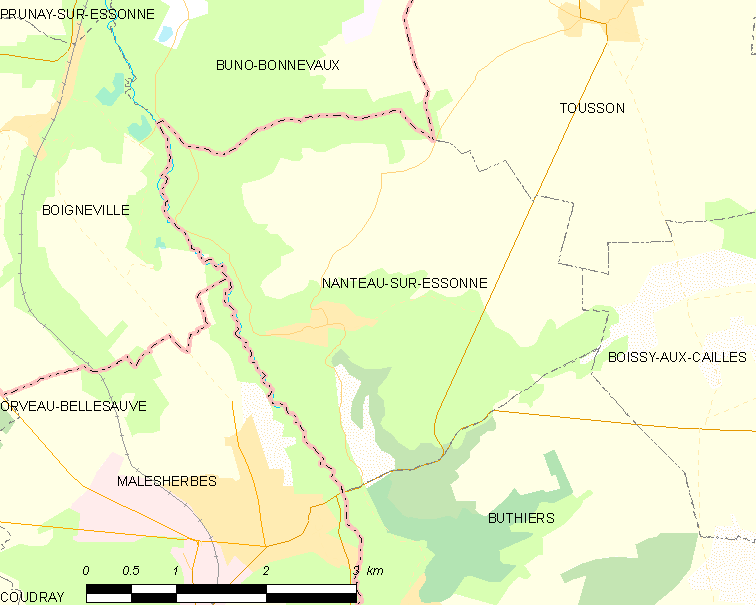
Carte des communes limitrophes de Nanteau-sur-Essonne.

Les communes les plus proches sont : Le Malesherbois (2,4 km), Buthiers (3,4 km), Boigneville (4,0 km), Tousson (4,6 km), Buno-Bonnevaux (5,4 km), Prunay-sur-Essonne (5,6 km), Boissy-aux-Cailles (6,4 km).
| Boigneville (Essonne) | Buno-Bonnevaux (Essonne) | Tousson            |
|                       | Nanteau-sur-Essonne      | Boissy-aux-Cailles |
|                       | Le Malesherbois (Loiret) | Buthiers           |

### Relief et géologie
Le territoire de la commune se situe dans le sud du Bassin parisien, plus précisément au nord de la région naturelle du Gâtinais.
Une partie de la commune se situe sur le plateau qui s'étend de la forêt de Fontainebleau jusqu'à Tousson et donc, à la partie orientale de la commune. Il faut alors descendre pour atteindre le centre du village et le niveau de l'Essonne. La dénivellation est d'environ 45 m, la vallée de l'Essonne est à une altitude de 75 m. Le haut de la commune, vers le hameau de Bois Minard, est constitué de champs de grandes dimensions où l'on cultive les céréales et les betteraves. La partie qui constitue la descente du plateau est couverte de forêts, c'est aussi le cas des bords de l'Essonne, où se trouvent de nombreux marais. La commune est très étirée en longueur. Entre la limite de Buthiers, au sud, et celle de Buno, au nord, il y a environ 9 km.
Géologiquement intégré au bassin parisien, qui est une région géologique sédimentaire, l'ensemble des terrains affleurants de la commune sont issus de l'ère géologique Cénozoïque (des périodes géologiques s'étageant du Paléogène au Quaternaire),.

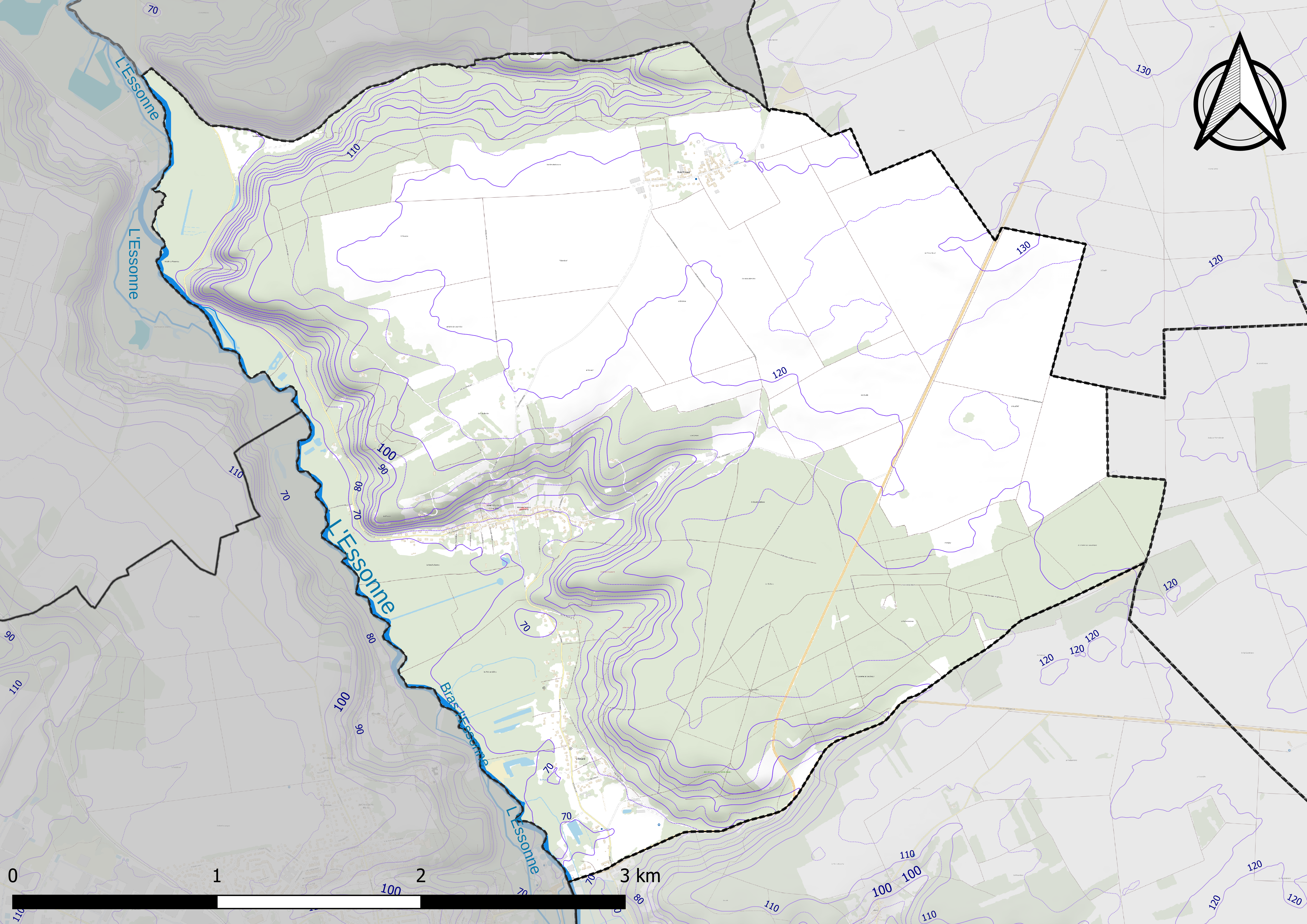
Carte du relief de Nanteau-sur-Essonne.
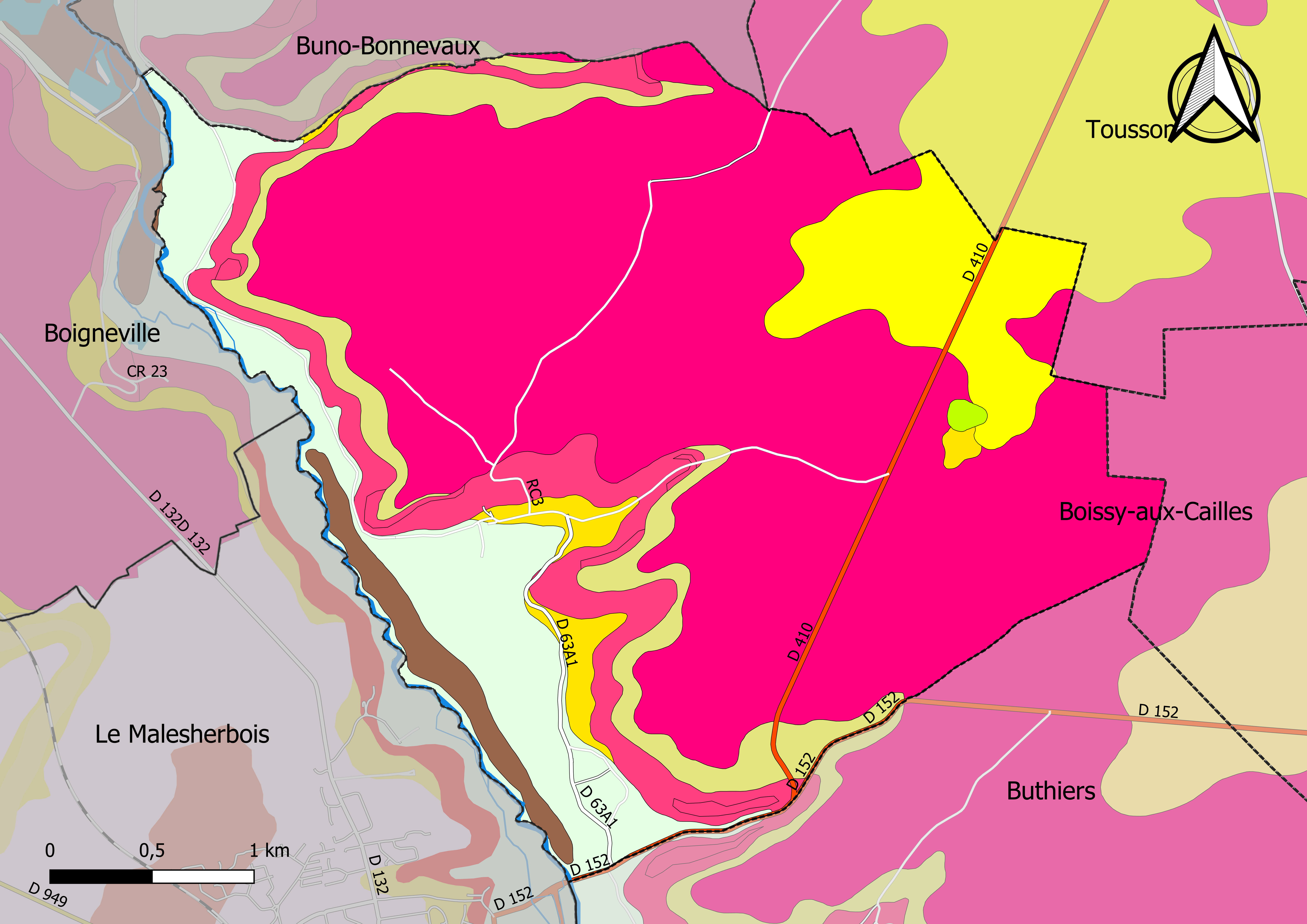
Carte géologique vectorisée et harmonisée de Nanteau-sur-Essonne.

|  | CE :   | Colluvions polygéniques éboulis.                                  |
|  | CF :   | Colluvions de versant et de fond de vallon.                       |
|  | OE C : | Loess calcaire, limon calcaire.                                   |
|  | LP :   | Limon des plateaux de composition argilo-marneuse.                |
|  | T :    | Zones tourbeuses au sein des alluvions récentes.                  |
|  | Fz :   | Alluvions récentes : limons, argiles, sables, tourbes localement. |

|  | m1MG : | Molasse du Gâtinais, Marnes vertes de Neuville-sur-Essonne (Loiret). |

|  | g1CE : | Calcaire d'Étampes, meulières, marnes, calcaires du Gâtinais.                                        |
|  | g1GF : | Grès de Fontainebleau en place ou remaniés (grésification quaternaire de sables stampiens dunaires). |
|  | g1SF : | Sables de Fontainebleau, accessoirement grès en place ou peu remanié (versant).                      |

### Hydrographie

#### Réseau hydrographique

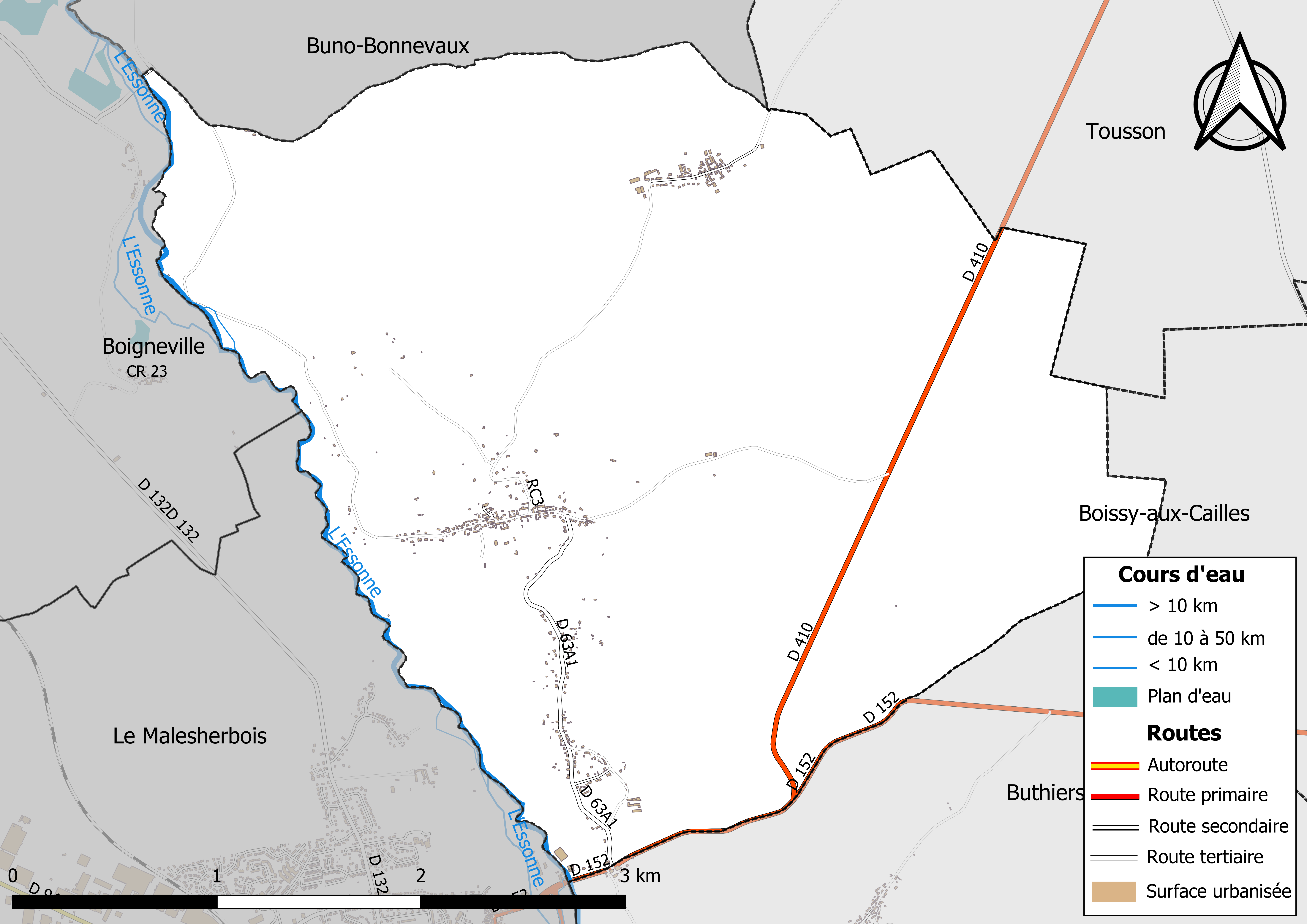
Carte des réseaux hydrographique et routier de Nanteau-sur-Essonne.

Le réseau hydrographique de la commune se compose essentiellement de la rivière Essonne, longue de 101,10 km, affluent de la rive gauche de la Seine, ainsi que :
- un bras de 0,33 km[9] ;
- un bras de 0,57 km[10].

Sa longueur totale sur la commune est de 2,55 km.

#### Gestion des cours d'eau
Afin d’atteindre le bon état des eaux imposé par la Directive-cadre sur l'eau du 23 octobre 2000, plusieurs outils de gestion intégrée s’articulent à différentes échelles : le SDAGE, à l’échelle du bassin hydrographique, et le SAGE, à l’échelle locale. Ce dernier fixe les objectifs généraux d’utilisation, de mise en valeur et de protection quantitative et qualitative des ressources en eau superficielle et souterraine. Le département de Seine-et-Marne est couvert par six SAGE, au sein du bassin Seine-Normandie.
La commune fait partie du SAGE « Nappe de Beauce et milieux aquatiques associés », approuvé le 11 juin 2013. Le territoire de ce SAGE couvre deux régions, six départements et compte 681 communes, pour une superficie de 9 722 km2. Le pilotage et l’animation du SAGE sont assurés par le Syndicat mixte du pays Beauce Gâtinais en Pithiverais, qualifié de « structure porteuse ».

### Climat
Pour des articles plus généraux, voir Climat de l'Île-de-France et Climat de Seine-et-Marne.
En 2010, le climat de la commune est de type climat océanique dégradé des plaines du Centre et du Nord, selon une étude du CNRS s'appuyant sur une série de données couvrant la période 1971-2000. En 2020, Météo-France publie une typologie des climats de la France métropolitaine dans laquelle la commune est exposée à un climat océanique altéré et est dans la région climatique Sud-ouest du bassin Parisien, caractérisée par une faible pluviométrie, notamment au printemps (120 à 150 mm) et un hiver froid (3,5 °C).
Pour la période 1971-2000, la température annuelle moyenne est de 11,1 °C, avec une amplitude thermique annuelle de 15,4 °C. Le cumul annuel moyen de précipitations est de 667 mm, avec 10,7 jours de précipitations en janvier et 7,5 jours en juillet. Pour la période 1991-2020, la température moyenne annuelle observée sur la station météorologique la plus proche, située sur la commune de Boigneville à 4 km à vol d'oiseau, est de 11,5 °C et le cumul annuel moyen de précipitations est de 615,6 mm,. Pour l'avenir, les paramètres climatiques de la commune estimés pour 2050 selon différents scénarios d'émission de gaz à effet de serre sont consultables sur un site dédié publié par Météo-France en novembre 2022.
| Mois                                  | jan.             | fév.             | mars           | avril         | mai           | juin           | jui.          | août           | sep.          | oct.            | nov.             | déc.             | année      |
| ------------------------------------- | ---------------- | ---------------- | -------------- | ------------- | ------------- | -------------- | ------------- | -------------- | ------------- | --------------- | ---------------- | ---------------- | ---------- |
| Température minimale moyenne (°C)     | 1,7              | 1,4              | 3,3            | 5,3           | 8,7           | 11,7           | 13,6          | 13,4           | 10,4          | 7,9             | 4,4              | 2,1              | 7          |
| Température moyenne (°C)              | 4,3              | 4,8              | 7,8            | 10,6          | 14            | 17,3           | 19,9          | 19,6           | 15,9          | 12              | 7,4              | 4,6              | 11,5       |
| Température maximale moyenne (°C)     | 6,9              | 8,2              | 12,3           | 15,9          | 19,4          | 22,9           | 26            | 25,8           | 21,4          | 16,1            | 10,5             | 7,2              | 16,1       |
| Record de froid (°C) date du record   | −19,7 17.01.1985 | −12,6 07.02.1991 | −11,6 01.03.05 | −4,3 07.04.21 | −0,1 06.05.19 | 1,4 05.06.1991 | 4 04.07.1984  | 4,6 31.08.1986 | 2 19.09.1994  | −3,3 30.10.1997 | −10,7 24.11.1998 | −11,5 31.12.1985 | −19,7 1985 |
| Record de chaleur (°C) date du record | 15,5 30.01.02    | 21,4 24.02.1990  | 25,5 31.03.21  | 28,4 21.04.18 | 31,6 28.05.17 | 37,2 27.06.11  | 40,9 25.07.19 | 39,7 06.08.03  | 34,7 14.09.20 | 30,3 01.10.1985 | 21,8 07.11.15    | 17,2 16.12.1989  | 40,9 2019  |
| Précipitations (mm)                   | 47,6             | 44               | 43             | 46,9          | 62,5          | 50             | 51            | 49,7           | 49,8          | 58,1            | 54               | 59               | 615,6      |

### Milieux naturels et biodiversité

#### Espaces protégés
La protection réglementaire est le mode d’intervention le plus fort pour préserver des espaces naturels remarquables et leur biodiversité associée,.
Dans ce cadre, la commune fait partie d'un espace protégé, le Parc naturel régional du Gâtinais français, créé en 1999 et d'une superficie de 75 567 ha. D’une grande richesse en termes d’habitats naturels, de flore et de faune, il est un maillon essentiel de l’Arc sud-francilien des continuités écologiques (notamment pour les espaces naturels ouverts et la circulation de la grande faune),.
Deux autres espaces protégés sont présents dans la commune : 
- la zone centrale de la réserve de biosphère « Fontainebleau et Gâtinais », créée en 1998 et d'une superficie totale de 150 544 ha (46 056 ha pour la zone centrale). Cette réserve de biosphère, d'une grande biodiversité, comprend trois grands ensembles : une grande moitié ouest à dominante agricole, l’emblématique forêt de Fontainebleau au centre, et le Val de Seine à l’est. La structure de coordination est l'Association de la Réserve de biosphère de Fontainebleau et du Gâtinais, qui comprend un conseil scientifique et un Conseil Éducation, unique parmi les Réserves de biosphère françaises[25],[26].
- la zone de transition de la réserve de biosphère « Fontainebleau et Gâtinais », créée en 1998 et d'une superficie totale de 150 544 ha (95 595 ha pour la zone de transition). Cette réserve de biosphère, d'une grande biodiversité, comprend trois grands ensembles : une grande moitié ouest à dominante agricole, l’emblématique forêt de Fontainebleau au centre, et le Val de Seine à l’est. La structure de coordination est l'Association de la Réserve de biosphère de Fontainebleau et du Gâtinais, qui comprend un conseil scientifique et un Conseil Éducation, unique parmi les Réserves de biosphère françaises[25],[27].

#### Réseau Natura 2000

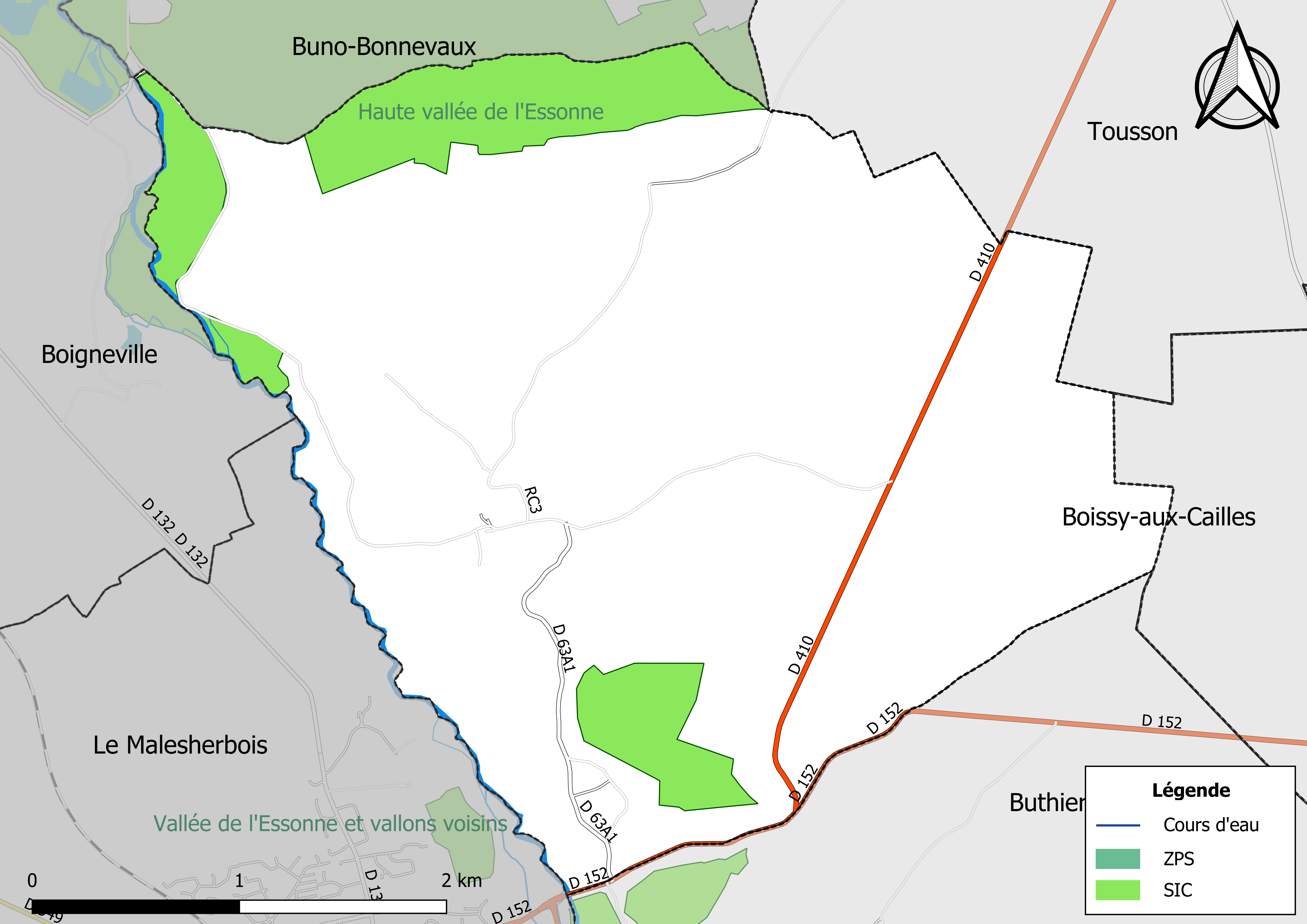
Sites Natura 2000 sur le territoire communal.

Le réseau Natura 2000 est un réseau écologique européen de sites naturels d’intérêt écologique élaboré à partir des Directives « Habitats » et « Oiseaux ». Ce réseau est constitué de Zones spéciales de conservation (ZSC) et de Zones de protection spéciale (ZPS). Dans les zones de ce réseau, les États Membres s'engagent à maintenir dans un état de conservation favorable les types d'habitats et d'espèces concernés, par le biais de mesures réglementaires, administratives ou contractuelles.
Un site Natura 2000 a été défini sur la commune au titre de la « directive Habitats », : 
- la « Haute vallée de l'Essonne », d'une superficie de 971 ha, un ensemble écologique de grande importance à l’échelon du bassin parisien. Cette entité est constituée de milieux humides remarquables résultants de l’évolution de bas marais alcalins[30],[31].

#### Zones naturelles d'intérêt écologique, faunistique et floristique
L’inventaire des zones naturelles d'intérêt écologique, faunistique et floristique (ZNIEFF) a pour objectif de réaliser une couverture des zones les plus intéressantes sur le plan écologique, essentiellement dans la perspective d’améliorer la connaissance du patrimoine naturel national et de fournir aux différents décideurs un outil d’aide à la prise en compte de l’environnement dans l’aménagement du territoire.
Le territoire communal de Nanteau-sur-Essonne comprend une ZNIEFF de type 1,,, 
les « Bois de la Fontaine Saint-Agnan, Bel-Air, la Garenne de Boucleaux et vallée Poirette » (188,79 ha), couvrant 2 communes du département.
, et une ZNIEFF de type 2,, 
la « vallée de l'Éssonne de Buthiers à la Seine » (5 102,19 ha), couvrant 29 communes dont 1 dans le Loiret, 4 en Seine-et-Marne et 24 dans l'Essonne.

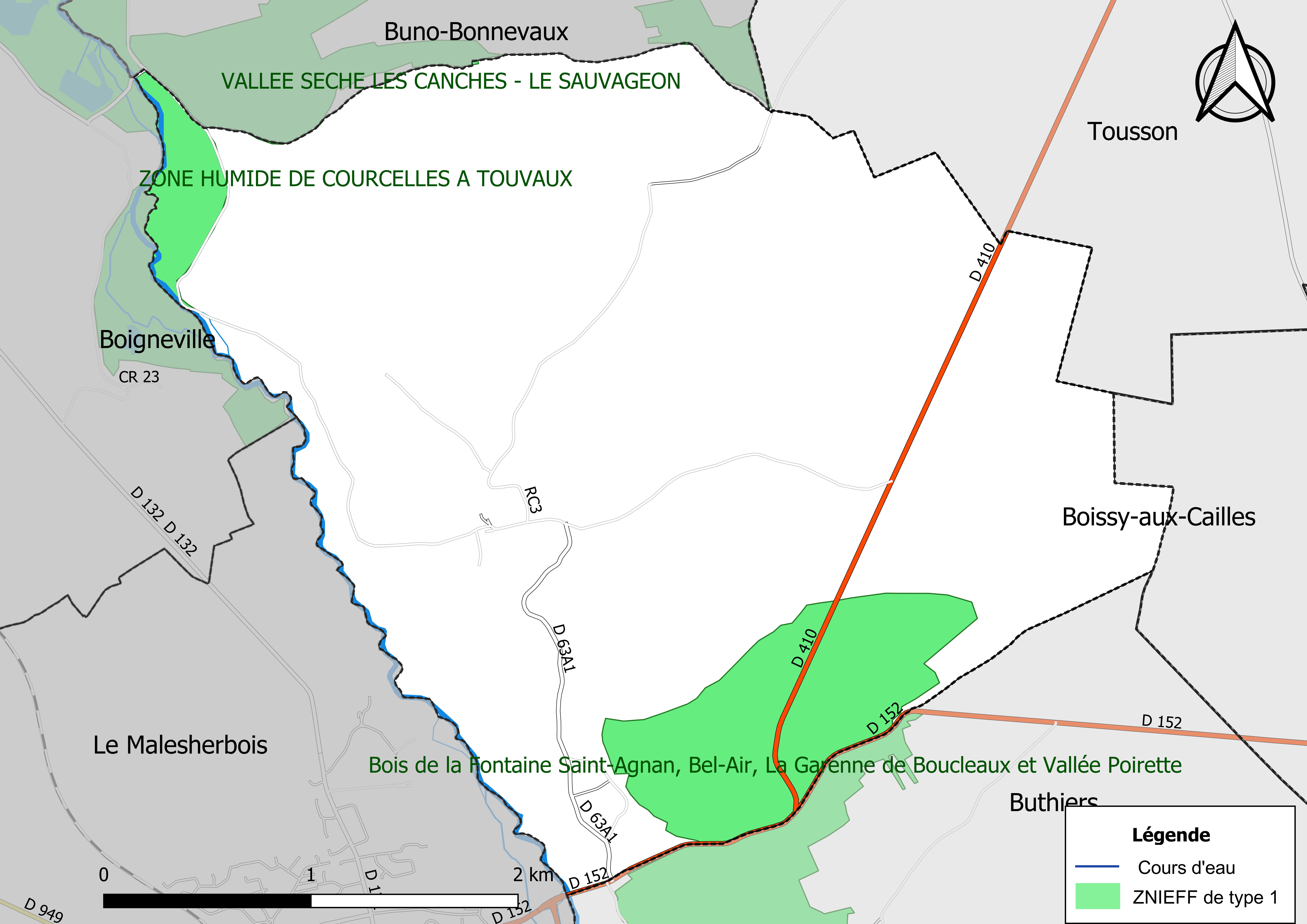
Carte des ZNIEFF de type 1 de la commune.
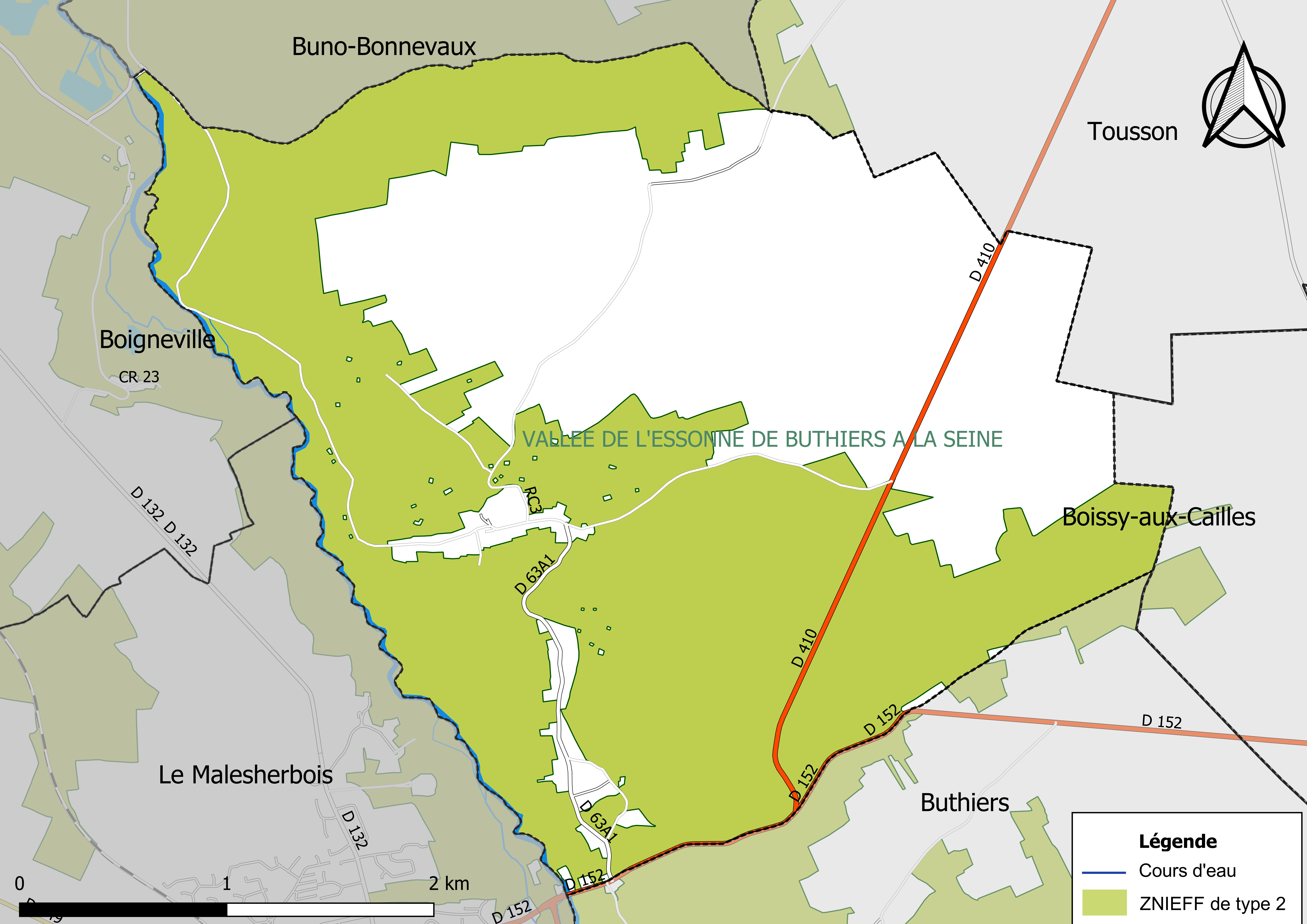
Carte des ZNIEFF de type 2 de la commune.

## Urbanisme

### Typologie
Au 1er janvier 2024, Nanteau-sur-Essonne est catégorisée commune rurale à habitat dispersé, selon la nouvelle grille communale de densité à sept niveaux définie par l'Insee en 2022.
Elle appartient à l'unité urbaine de Le Malesherbois, une agglomération inter-régionale regroupant deux  communes, dont elle est une commune de la banlieue,,. Par ailleurs la commune fait partie de l'aire d'attraction de Paris, dont elle est une commune de la couronne,. Cette aire regroupe 1 929 communes,.

### Occupation des sols
En 2018, l'occupation des sols de la commune, telle qu'elle ressort de la base de données européenne d’occupation biophysique des sols Corine Land Cover (CLC), est marquée par l'importance des forêts (54,27 %) en très légère augmentation par rapport à 1990 (53,29 %).
La répartition détaillée est la suivante : forêts (54,27 %), terres arables (40,78 %), zones agricoles hétérogènes (2,88 %), zones urbanisées (2,08 %),.
| Type d’occupation | 1990      | 1990    | 2018      | 2018    | Bilan     |
| --- | --------- | ------- | --------- | ------- | --------- |
| Territoires artificialisés (zones urbanisées, zones industrielles ou commerciales et réseaux de communication, mines, décharges et chantiers, espaces verts artificialisés ou non agricoles) | 26,76 ha  | 2,08 %  | 26,76 ha  | 2,08 %  | 0 ha      |
| Territoires agricoles (terres arables, cultures permanentes, prairies, zones agricoles hétérogènes)                                                                                          | 575,51 ha | 44,64 % | 562,90 ha | 43,66 % | −12,61 ha |
| Forêts et milieux semi-naturels (forêts, milieux à végétation arbustive et/ou herbacée, espaces ouverts sans ou avec peu de végétation)                                                      | 687,08 ha | 53,29 % | 699,69 ha | 54,27 % | 12,61 ha  |

Parallèlement, L'Institut Paris Région, agence d'urbanisme de la région Île-de-France, a mis en place un inventaire numérique de l'occupation du sol de l'Île-de-France, dénommé le MOS (Mode d'occupation du sol), actualisé régulièrement depuis sa première édition en 1982. Réalisé à partir de photos aériennes, le MOS distingue les espaces naturels, agricoles et forestiers mais aussi les espaces urbains (habitat, infrastructures, équipements, activités économiques, etc.) selon une classification pouvant aller jusqu'à 81 postes, différente de celle de Corine Land Cover,,. L'Institut met également à disposition des outils permettant de visualiser par photo aérienne l'évolution de l'occupation des sols de la commune entre 1949 et 2018.

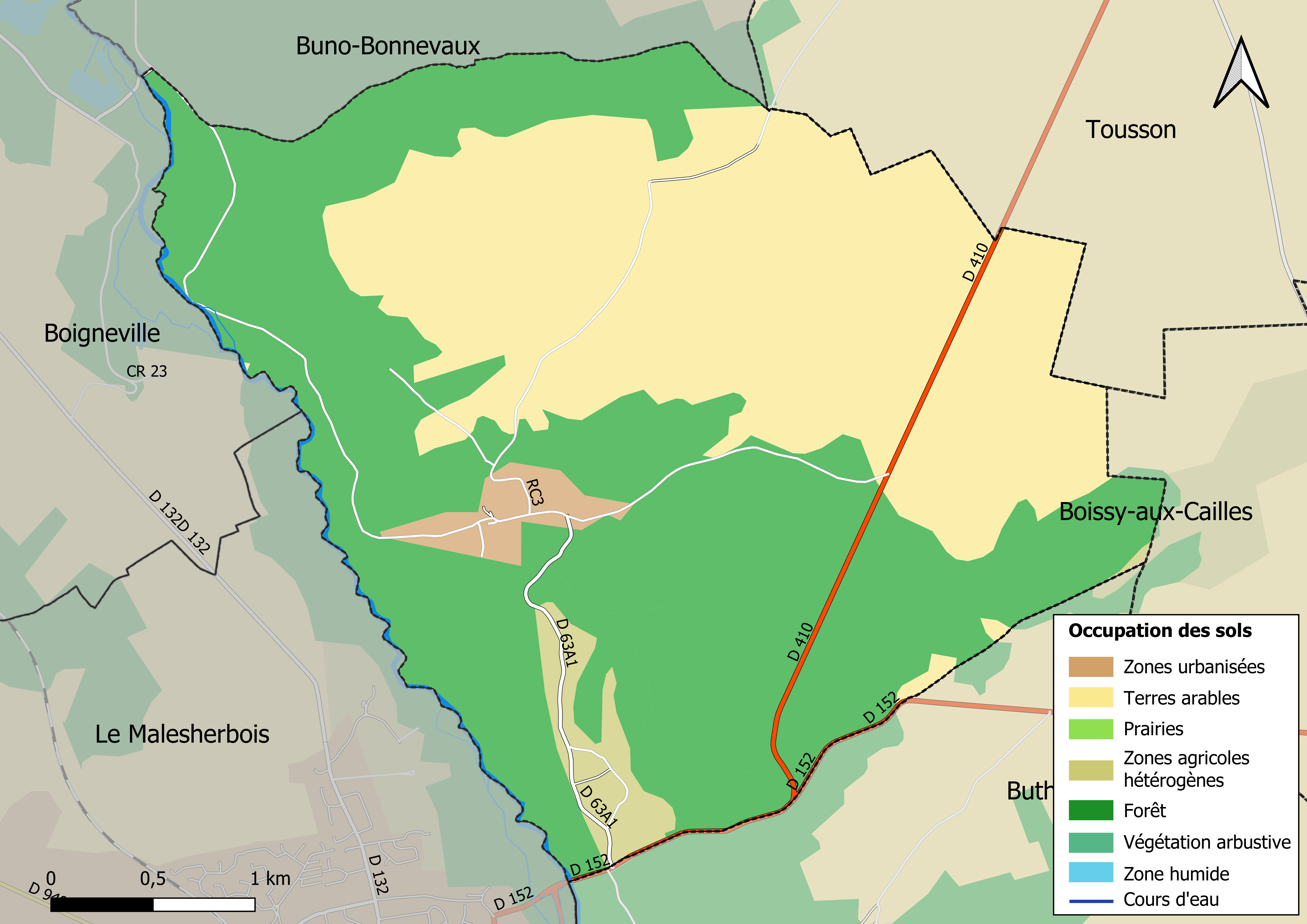
Carte des infrastructures et de l'occupation des sols en 2018 (CLC) de la commune.
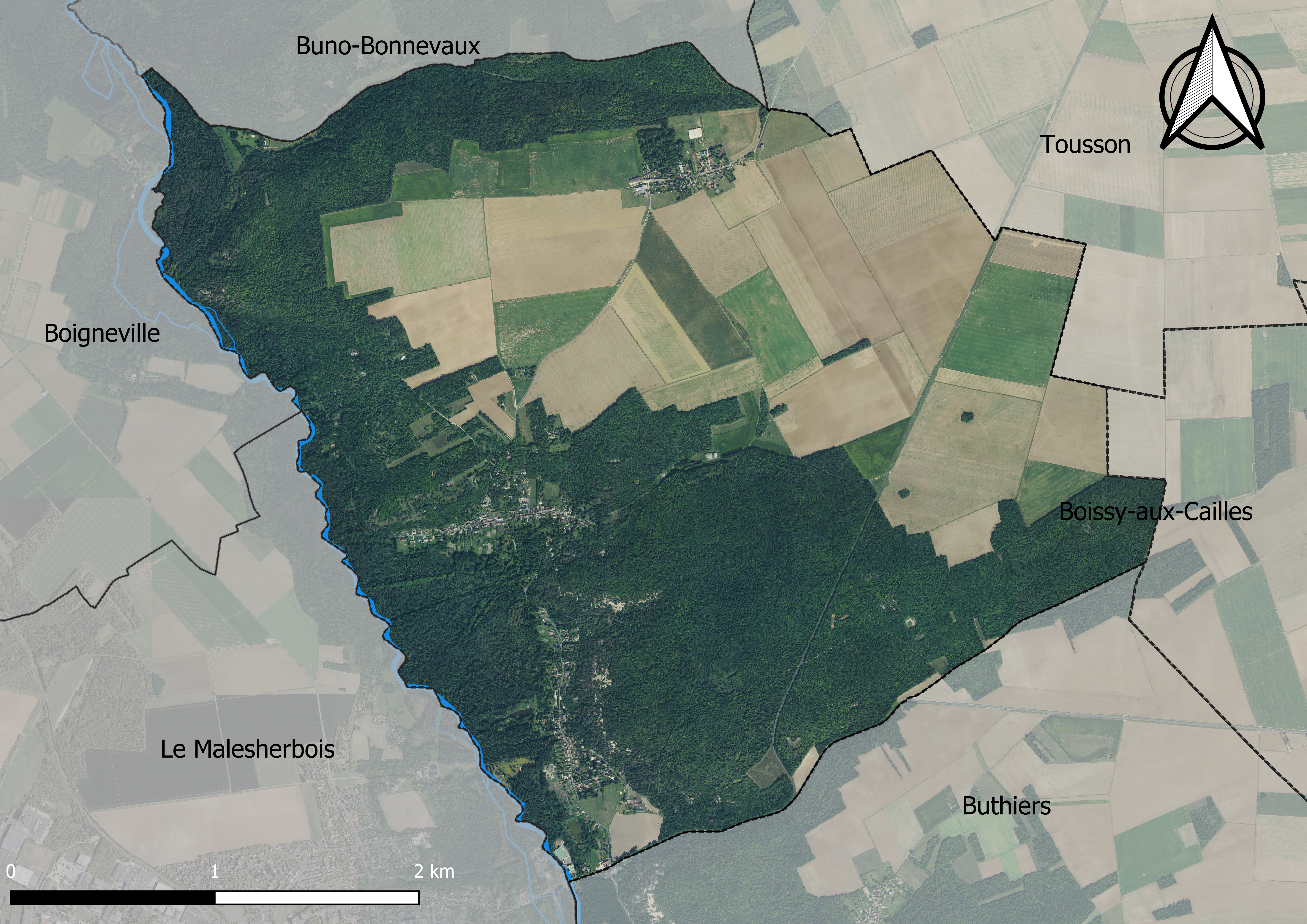
Carte orhophotogrammétrique de la commune.

### Planification
La loi SRU du 13 décembre 2000 a incité les communes à se regrouper au sein d’un établissement public, pour déterminer les partis d’aménagement de l’espace au sein d’un SCoT, un document d’orientation stratégique des politiques publiques à une grande échelle et à un horizon de 20 ans et s'imposant aux documents d'urbanisme locaux, les PLU (Plan local d'urbanisme). La commune est dans le territoire du SCOT Nemours Gâtinais, approuvé le 5 juin 2015 et porté par le syndicat mixte d’études et de programmation (SMEP) Nemours-Gâtinais.
La commune disposait en 2019 d'un plan local d'urbanisme en révision. Le zonage réglementaire et le règlement associé peuvent être consultés sur le Géoportail de l'urbanisme.

### Lieux-dits et écarts

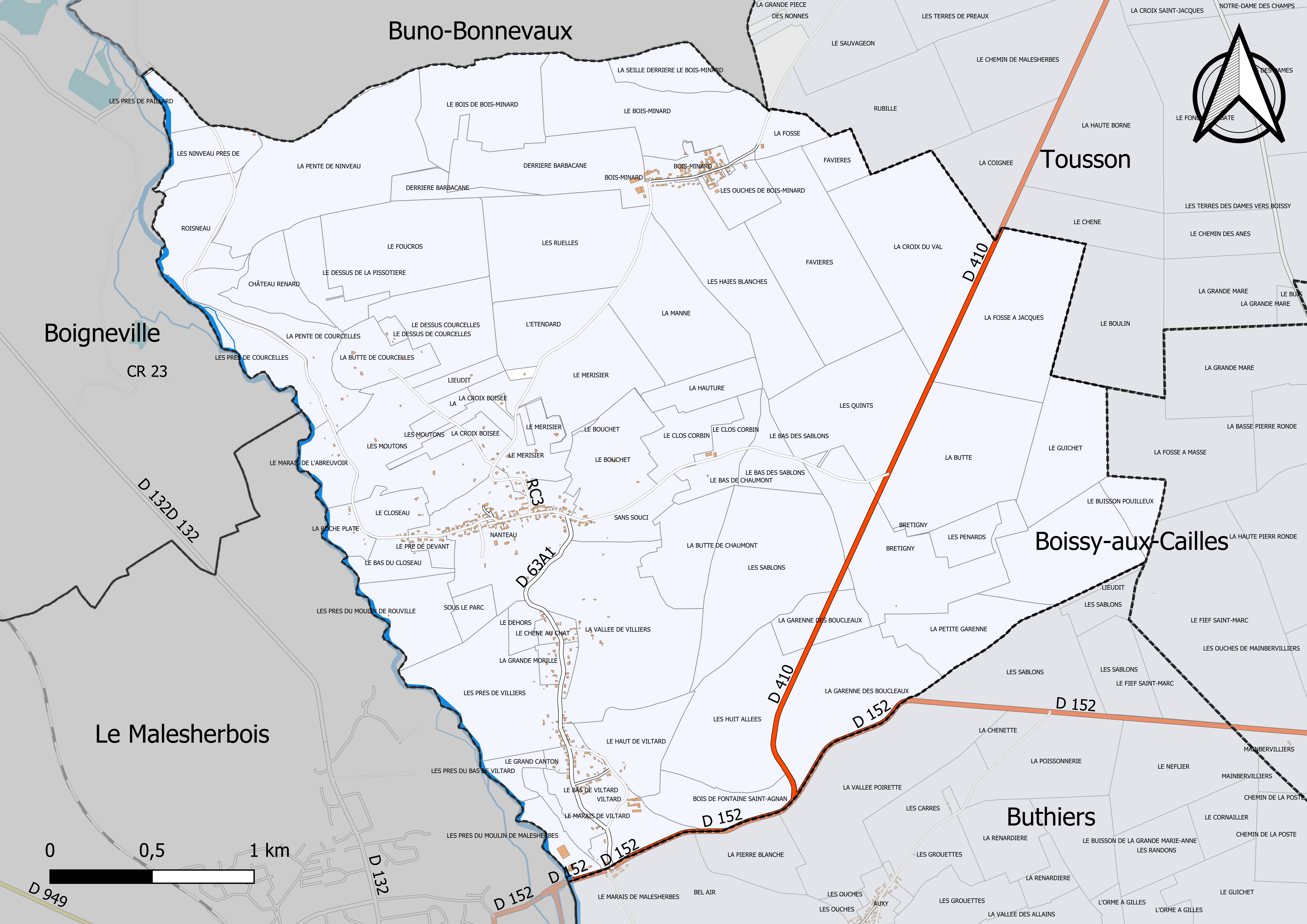
Carte du cadastre de la commune de Nanteau-sur-Essonne.

La commune compte 81 lieux-dits administratifs répertoriés consultables ici (source : le fichier Fantoir).
Un hameau aujourd'hui disparu, Courcelles, seule une rue porte encore ce nom.
Deux hameaux importants se partagent une bonne partie de la population :
- Bois Minard, sur le plateau et proche de Tousson, entouré de champs cultivés ;
- Villetard, à l'entrée ouest du village (en provenance Malesherbes), situé le long d'une route légèrement en hauteur par rapport à l'Essonne. Ce hameau est bordé au nord-est par une forêt et se situe non loin de l'endroit où était le château.

Un lieu-dit qui a donné son nom à une rue est nommé Clos Corbin ; il est situé à l'entrée du chemin de Milly.

### Logement
En 2017, le nombre total de logements dans la commune était de 273 dont 97,4 % de maisons (maisons de ville, corps de ferme, pavillons, etc.) et 2,6 % d'appartements.
Parmi ces logements, 73,6 % étaient des résidences principales, 21,4 % des résidences secondaires et 5,1 % des logements vacants.
La part des ménages fiscaux propriétaires de leur résidence principale s'élevait à 86,4 % contre 9 % de locataires et 4,5 % logés gratuitement.

### Voies de communication et transports

#### Voies de communication
Deux routes départementales relient Nanteau-sur-Essonne aux communes voisines :
- la D 152 (qui longe la limite sud de la commune), à Buthiers en direction de l'est et vers Le Malesherbois en direction de l'ouest ;
- la D 410 (qui traverse la partie sud-est du territoire), à Tousson en direction du nord-est et vers Buthiers en direction du sud.

Le territoire de la commune est traversé d'est en ouest par le sentier de grande randonnée GR 1, entre Boissy-aux-Cailles et Malesherbes.

#### Transports
La commune est desservie par la ligne d'autocars no 4004 du réseau de bus Vallée du Loing - Nemours, ligne qui Nanteau-sur-Essonne à Nemours.

## Toponymie
Le nom de la localité est mentionné sous les formes Nantoil en 1134 ; Nantolium en 1165 ; Nantolium supra Essonam en vers 1350 (Pouillé) ; Nentheau en 1518.
Composé de nanto-, mot gaulois qui désigne une "vallée", et de -ialo, "clairière" (naturelle ou éventuellement essartée) qui a fréquemment donné -euil dans la toponymie mais ici a évolué en -eau. Nanteau signifie donc : « la clairière de/dans la vallée » ; dans le cas de ce Nanteau, on évoque la vallée de l'Essonne.
Ses habitants sont appelés les Nantessonnais et Nantessonnaises.

## Histoire

### Préhistoire

#### Le rocher aux pieds
Un mégalithe en grès appelé « pierre du pas de Sainte-Anne » ou « rocher aux pieds » se trouve sur la route de Nanteau à Buno-Bonnevaux (au nord-ouest de Nanteau), entre l'ancien moulin de Roisneau et la Chapelle-Nainveau. Le mégalithe fait 3,90 m de longueur, 2,30 m de largeur et 1,55 m de hauteur. Il porte deux empreintes en creux de pas humains : l'un, de grandeur naturelle, à bout effilé, qui est dit être l'empreinte du pas de sainte Anne, mère de la Vierge ; l'autre, plus petit, attribué au pas de la Vierge encore enfant. Sont aussi sculptés une petite cupule et un long trait en forme de petite rigole qui correspond au grand axe de la sculpture, prolongé vers le nord au-delà de l'empreinte de la plus grande des sculptures de pied.
La longueur de cette grande sculpture de pied (27 cm indique un pied d'homme mais son indice soleo-podalique correspond à un pied de femme.
Son orientation correspond au plein sud magnétique à l'époque néolithique et a pu servir de méridienne. Il existe plusieurs sculptures de pied en creux connues (pierre « Le Mulot » à Bleurville (Vosges), 
pierre de Saint-Roch à Menomblet (Vendée), etc) mais rarement additionnées de gravures annexes.
la petite sculpture de pied est moins bien formée, mais son axe est orienté plein est - plein ouest.
La cupule mentionnée se trouve sur le flanc sud de la pierre ; elle forme un angle de 38° avec l’axe de petit pied, et 52° avec l'axe du grand pied, soit les angles du solstice (52°) pour la latitude du lieu. Elle indique donc le lever du soleil au solstice d'hiver.
Dans les champs et coteaux voisins se trouvent un grand nombre de silex taillés, le polissoir de Buno, la chambre sépulcrale de Buno, les menhirs de Tousson et autres artéfacts préhistoriques, et un gros éboulis de rochers en « grès de Fontainebleau » (bien visible sur la carte IGN) sur un versant de colline le long de la route mentionnée.

#### Menhir du Paly
Le menhir du Paly (au Closeau, immédiatement à l'ouest du village) est gravé d'un visage humain dont le nez et les sourcils forment un T, et d'une hache à crosse. Plusieurs représentations humaines gravées se retrouvent localement : dalle gravée de Rouville (Malesherbes, Loiret), dalle de l’Ouche de Beauce de Maisse (Essonne, Néolithique moyen), allée couverte dite du Trou aux  Anglais (Aubergenville, Yvelines), et d'autres. Toutes ces gravures ont une coiffe ressemblant à des plumes dressées à partir des lignes de sourcils, mais présentent des variations. D'autres gravures similaires en Suisse et dans le sud de la France, datées du Chalcolithique, sont plus homogènes,.
Le motif de hache à crosse est habituellement attribué au Néolithique ancien et moyen. Celui du « visage en T » va du Néolithique ancien jusqu’au Chalcolithique. La combinaison de ces deux motifs indique que le massif de Fontainebleau aurait été une zone de transition et de passage pour des courants culturels de différents lieux et périodes.

#### Sépulture collective de la Pente-des-Courcelles
Les fouilles de cet abri sous roche aménagé sous une dalle se sont terminées en 1995. Son mobilier funéraire, assez peu fourni, inclut un vase attribuable au Néolithique récent et dont la typologie le rapproche du groupe culturel du Montet. Des tombes similaires se retrouvent sur la commune voisine Buno-Bonnevaux,.

### Moyen-Âge
Le hameau de Boisminard étant depuis toujours le lieu de production agricole du village de Nanteau, il est normal que le hameau et ses terres aient appartenu à des seigneurs, propriétaires terriens.

Sous Philippe Auguste, 2e moitié du XIe siècle, le seigneur de Boisminard était chevalier du bailliage de Grès et de La Chapelle-la-Reine. Au XIVe siècle, sous Charles VI et Isabeau de Bavière, Huet de Moncelard était le propriétaire de Boisminard en 1384. C'est à cette époque que Nanteau eut beaucoup à souffrir des luttes et pillages de la guerre de Cent Ans.

Au XVe siècle c'est Joachim Rouault qui en était le propriétaire.

### Époque moderne
Au XVIe siècle après avoir appartenu à l'archevêché de Sens, Nanteau et Tousson devinrent la propriété des vidames de Chartres représentés à cette époque par François de Vendôme.
En 1660, Jacques de La Barre, seigneur de Groslieu d'Arbouville, était à la fois seigneur de Nanteau et de Boisminard. C'est donc à cette époque qu'a eu lieu l'important incendie de Boisminard en juin 1622. 15 à 16 maisons furent brulées. La légende dit que les hommes n'arrivaient pas à éteindre le feu et c'est seulement l'arrivée du Saint Sacrement venant de l'église qui fit le miracle. Une procession fut alors instituée qui perdura jusqu'au XVIIIe siècle où l'on montait de Nanteau à Boisminard.
En 1730, Defayal d'Allennes était seigneur de Nanteau, il mourut le 5 juin 1730. La seigneurie dépendait du bailliage de Milly.
En 1790, Josèph Nicola de Broglie, Prince de Revel, était seigneur de Nanteau, il fut déclaré émigré.
En 1870, Nanteau fut occupé par le 84e Régiment de Ligne Prussien.

## Politique et administration

### Liste des maires
| Période                                  | Période    | Identité            | Étiquette | Qualité |
| ---------------------------------------- | ---------- | ------------------- | --------- | ------- |
| Les données manquantes sont à compléter. |            |                     |           |         |
| 14-12-1789                               | 21-11-1791 | François Poinvreau  |           |         |
| 21-11-1791                               | 1800       | Gabriel Coisnon     |           |         |
| 1800                                     | 1803       | Jean Coisnon        |           |         |
| 1803                                     | 1807       | Brichard            |           |         |
| 1807                                     | 1835       | Jean Coisnon        |           |         |
| 1835                                     | 1848       | Louis Viron         |           |         |
| 1848                                     | 1856       | Radideau            |           |         |
| 1856                                     | 1871       | Louis Pierre Viron  |           |         |
| 1871                                     | 1874       | Chaillou            |           |         |
| 1874                                     | 1888       | Robert Delion       |           |         |
| 1888                                     | 1900       | Bizouarne           |           |         |
| 1900                                     | 1908       | Léopold Flamery     |           |         |
| 1908                                     | 1925       | Victor Pelletier    |           |         |
| 1925                                     | 1930       | Eugène Lenoir       |           |         |
| 1930                                     | 1935       | Arthur Boutteville  |           |         |
| 1935                                     | 1945       | Joseph Caillette    |           |         |
| 1945                                     | 1947       | Donatien Chachignon |           |         |
| 1947                                     | 1959       | André Pouinteau     |           |         |
| 1959                                     | 1962       | Marcel Vallet       |           |         |
| 1962                                     | 1965       | Moyse Henriette     |           |         |
| 1965                                     | 1989       | Jean Herblot        |           |         |
| 1989                                     | 2001       | Daniel Escoffre     |           |         |
| 2001                                     | 2008       | Michèle Bouteille   |           |         |
| 2008                                     | 2020       | Helen Henderson     |           |         |
| 2020                                     | en cours   | Olivier Mauxion     |           |         |

## Équipements et services

### Eau et assainissement
L’organisation de la distribution de l’eau potable, de la collecte et du traitement des eaux usées et pluviales relève des communes. La loi NOTRe de 2015 a accru le rôle des EPCI à fiscalité propre en leur transférant cette compétence. Ce transfert devait en principe être effectif au 1er janvier 2020, mais la loi Ferrand-Fesneau du 3 août 2018 a introduit la possibilité d’un report de ce transfert au 1er janvier 2026,.

#### Assainissement des eaux usées
En 2020, la commune de Nanteau-sur-Essonne ne dispose pas d'assainissement collectif,.
L’assainissement non collectif (ANC) désigne les installations individuelles de traitement des eaux domestiques qui ne sont pas desservies par un réseau public de collecte des eaux usées et qui doivent en conséquence traiter elles-mêmes leurs eaux usées avant de les rejeter dans le milieu naturel. Le Parc naturel régional du Gâtinais français assure pour le compte de la commune le service public d'assainissement non collectif (SPANC), qui a pour mission de vérifier la bonne exécution des travaux de réalisation et de réhabilitation, ainsi que le bon fonctionnement et l’entretien des installations,.

#### Eau potable
En 2020, l'alimentation en eau potable est assurée par le SME de la région de Buthiers qui en a délégué la gestion à l'entreprise Veolia, dont le contrat expire le 31 décembre 2020,,.
Les nappes de Beauce et du Champigny sont classées en zone de répartition des eaux (ZRE), signifiant un déséquilibre entre les besoins en eau et la ressource disponible. Le changement climatique est susceptible d’aggraver ce déséquilibre. Ainsi afin de renforcer la garantie d’une distribution d’une eau de qualité en permanence sur le territoire du département, le troisième Plan départemental de l’eau signé, le 3 octobre 2017, contient un plan d’actions afin d’assurer avec priorisation la sécurisation de l’alimentation en eau potable des Seine-et-Marnais. A cette fin a été préparé et publié en décembre 2020 un schéma départemental d’alimentation en eau potable de secours dans lequel huit secteurs prioritaires sont définis. La commune fait partie du secteur Beauce.

## Population et société

### Démographie
L'évolution du nombre d'habitants est connue à travers les recensements de la population effectués dans la commune depuis 1793. Pour les communes de moins de 10 000 habitants, une enquête de recensement portant sur toute la population est réalisée tous les cinq ans, les populations de référence des années intermédiaires étant quant à elles estimées par interpolation ou extrapolation. Pour la commune, le premier recensement exhaustif entrant dans le cadre du nouveau dispositif a été réalisé en 2008.

En 2022, la commune comptait 410 habitants, en évolution de −6,61 % par rapport à 2016 (Seine-et-Marne : +3,92 %, France hors Mayotte : +2,11 %).
| 1793 | 1800 | 1806 | 1821 | 1831 | 1836 | 1841 | 1846 | 1851 |
| ---- | ---- | ---- | ---- | ---- | ---- | ---- | ---- | ---- |
| 220  | 305  | 261  | 270  | 309  | 331  | 303  | 330  | 354  |

| 1856 | 1861 | 1866 | 1872 | 1876 | 1881 | 1886 | 1891 | 1896 |
| ---- | ---- | ---- | ---- | ---- | ---- | ---- | ---- | ---- |
| 359  | 357  | 375  | 335  | 325  | 346  | 359  | 334  | 335  |

| 1901 | 1906 | 1911 | 1921 | 1926 | 1931 | 1936 | 1946 | 1954 |
| ---- | ---- | ---- | ---- | ---- | ---- | ---- | ---- | ---- |
| 343  | 335  | 293  | 251  | 266  | 282  | 255  | 232  | 234  |

| 1962 | 1968 | 1975 | 1982 | 1990 | 1999 | 2006 | 2008 | 2013 |
| ---- | ---- | ---- | ---- | ---- | ---- | ---- | ---- | ---- |
| 239  | 245  | 252  | 258  | 314  | 394  | 422  | 430  | 449  |

| 2018 | 2022 | - | - | - | - | - | - | - |
| ---- | ---- | - | - | - | - | - | - | - |
| 431  | 410  | - | - | - | - | - | - | - |

### Enseignement
La commune ne dispose pas d’école primaire publique (maternelle ou élémentaire).
- Regroupement pédagogique à Buthiers pour les 3 communes de Nanteau, Buthiers et Boulancourt.

### Événements
- Fête du Village : début septembre

## Économie

### Revenus de la population et fiscalité
En 2017, le nombre de ménages fiscaux de la commune était de 181, représentant 434 personnes et la  médiane du revenu disponible par unité de consommation  de 24 810 euros.

### Emploi
En 2017 , le nombre total d’emplois dans la zone était de 35, occupant 182 actifs  résidants.
Le taux d'activité de la population (actifs ayant un emploi) âgée de 15 à 64 ans s'élevait à 64,8 % contre un taux de chômage de 4,8 %. 
Les 30,4 % d’inactifs se répartissent de la façon suivante : 9,6 % d’étudiants et stagiaires non rémunérés, 12,6 % de retraités ou préretraités et 8,1 % pour les autres inactifs.

### Entreprises et commerces
En 2018, le nombre d'établissements actifs était de 22 dont 1 dans l’industrie manufacturière, industries extractives et autres, 6 dans le commerce de gros et de détail, transports, hébergement et restauration, 1 dans les activités financières et d'assurance, 2 dans les activités immobilières, 9 dans les activités spécialisées, scientifiques et techniques et activités de services administratifs et de soutien, 1 dans l’administration publique, enseignement, santé humaine et action sociale et 2  étaient relatifs aux autres activités de services.
En 2019,  5 entreprises ont été créées sur le territoire de la commune, dont 4 individuelles.
Au 1er janvier 2020, la commune ne disposait pas d’hôtel et de terrain de camping.

#### Agriculture
Nanteau-sur-Essonne est dans la petite région agricole dénommée le « Pays de Bière et Forêt de Fontainebleau », couvrant le Pays de Bière et la forêt de Fontainebleau. En 2010, l'orientation technico-économique de l'agriculture sur la commune est la polyculture et le polyélevage.
Si la productivité agricole de la Seine-et-Marne se situe dans le peloton de tête des départements français, le département enregistre un double phénomène de disparition des terres cultivables (près de 2 000 ha par an dans les années 1980, moins dans les années 2000) et de réduction d'environ 30 % du nombre d'agriculteurs dans les années 2010. Cette tendance se retrouve au niveau de la commune où le nombre d’exploitations est passé de 10 en 1988 à 2 en 2010. Parallèlement, la taille de ces exploitations diminue, passant de 57 ha en 1988 à 43 ha en 2010.
Le tableau ci-dessous présente les principales caractéristiques des exploitations agricoles de Nanteau-sur-Essonne, observées sur une période de 22 ans : 
|                                      | 1988 | 2000 | 2010 |
| ------------------------------------ | ---- | ---- | ---- |
| Dimension économique,                |      |      |      |
| Nombre d’exploitations (u)           | 10   | 5    | 2    |
| Travail (UTA)                        | 16   | 6    | 4    |
| Surface agricole utilisée (ha)       | 571  | 234  | 86   |
| Cultures                             |      |      |      |
| Terres labourables (ha)              | 569  | 233  | s    |
| Céréales (ha)                        | 493  | s    | s    |
| dont blé tendre (ha)                 | 214  | 80   | s    |
| dont maïs-grain et maïs-semence (ha) | 102  | s    |      |
| Tournesol (ha)                       | 18   |      |      |
| Colza et navette (ha)                | s    | s    |      |
| Élevage                              |      |      |      |
| Cheptel (UGBTA)                      | 16   | 20   | 23   |

## Culture locale et patrimoine

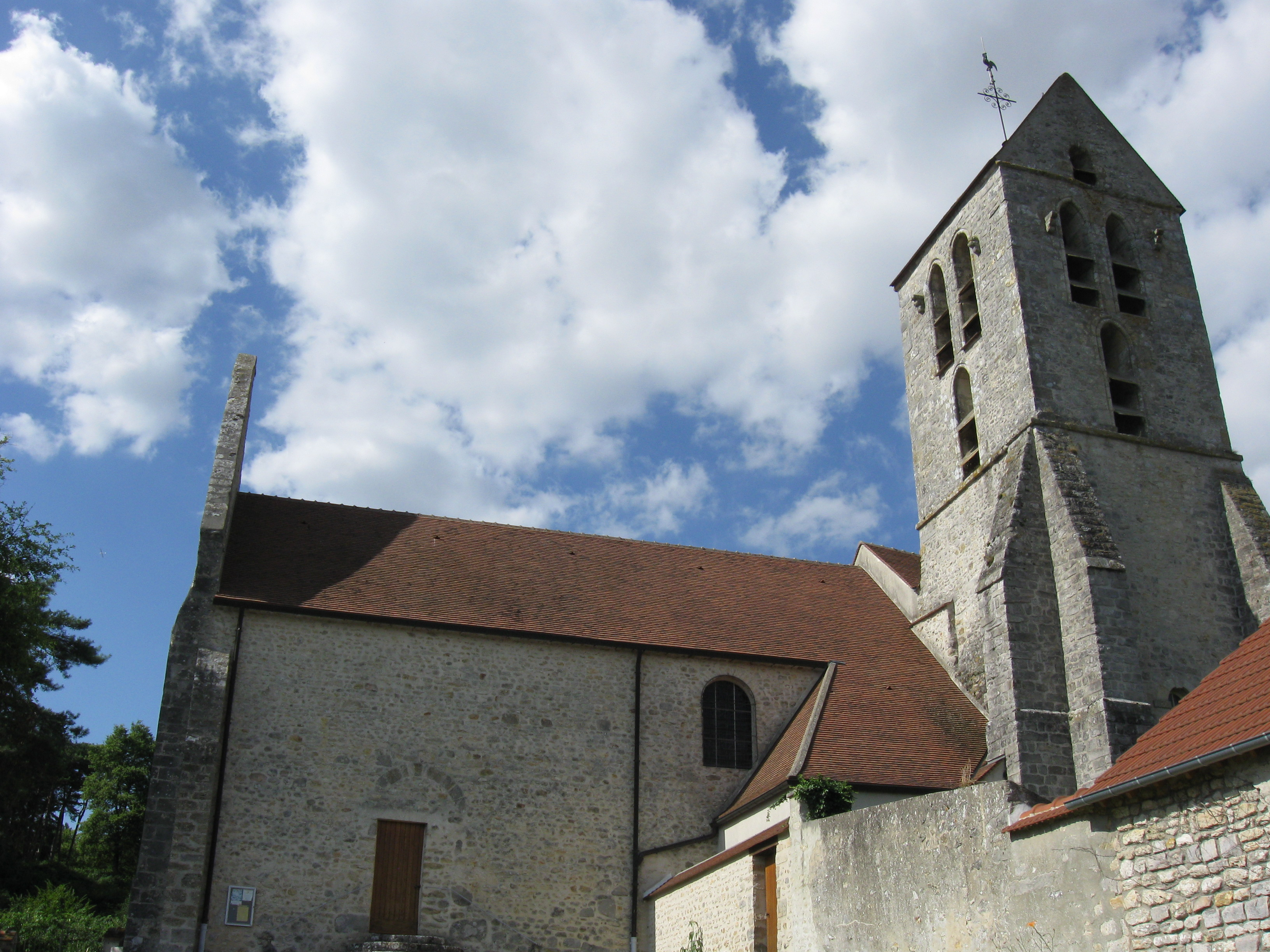
L'église Saint-Martin.

### Lieux et monuments
- L'église Saint-Martin avec son clocher carré du XIIe siècle coiffé en bâtière, sa nef unique prolongée par un chœur en abside (le tout du XIVe siècle) et son christ en bois daté de 1609. Cette sculpture est classée au titre objet monument historique depuis le 31/01/1938 et appartient à la commune de Nanteau-sur-Essonne.
- La vallée de l'Essonne*, les coteaux boisés, le site du hameau de Boisminard.
- Vestiges préhistoriques et antiques : un ensemble d'abris sous roche et de grottes ornés de gravures rupestres.
- Chasse, pêche, randonnées pédestres, passage du GR1.
- Le vieux four de Boisminard, situé dans le hameau, l'architecture de ce four est très particulière. Maintenant dans la plus grosse ferme de Boisminard en activité avec la chèvrerie de Boisminard, le four est recouvert d'escaliers. Anciennement, il servait à cuire du pain.